# Jean Armand de Lestocq
Il conte Jean Armand de Lestoq (Luneburgo, 29 aprile 1692 – San Pietroburgo, 12 giugno 1767) è stato un politico e medico russo d'origine francese.
Era figlio di un nobile ugonotto dello Champagne, esiliato dopo l'editto di Nantes. Del conte Lestoq fu però madrina Francesca Maria di Borbone-Francia, figlia illegittima di Luigi XIV.
Nel 1709 Lestoq si trasferì in Russia come medico di corte della principessa Elisabetta, futura Elisabetta I, ma acquistò subito un importante ruolo politico, grazie all'appoggio del conte Andrej Artamonovič Matveev e nel 1724 guarì Elisabetta I dalla sifilide che aveva contratto e finanziò l'entrata a corte di Aleksej Grigor'evič Razumovskij.
Nel 1743, con alcuni francesi, tra i quali Jacques-Joachim Trotti de la Chétardie, intraprese una campagna politica contro il cancelliere Aleksej Petrovič Bestužev-Rjumin e partecipò alla congiura di Natal'ja Fëdorovna Lopuchina, moglie del principe Lopuchin e figlia del maresciallo Willem Mons; fallita la cospirazione, la Lopuchina fu punita a colpi di knut (una frusta russa) e condannata a morte, de la Chétardie fu espulso dall'impero e Lestoq esiliato prima ad Uglič poi a Velikij Ustjug.
Tra il 1754 e il 1762, fu padrino di battesimo di un folto gruppo di futuri plenipotenziari, dei cui genitori era amico: Aleksandr Dmitrievič Lanskoj, Ivan Nikolaevič Rimskij-Korsakov e Aleksandr Matveevič Dmitriev-Mamonov.